# 鸭血粉丝汤

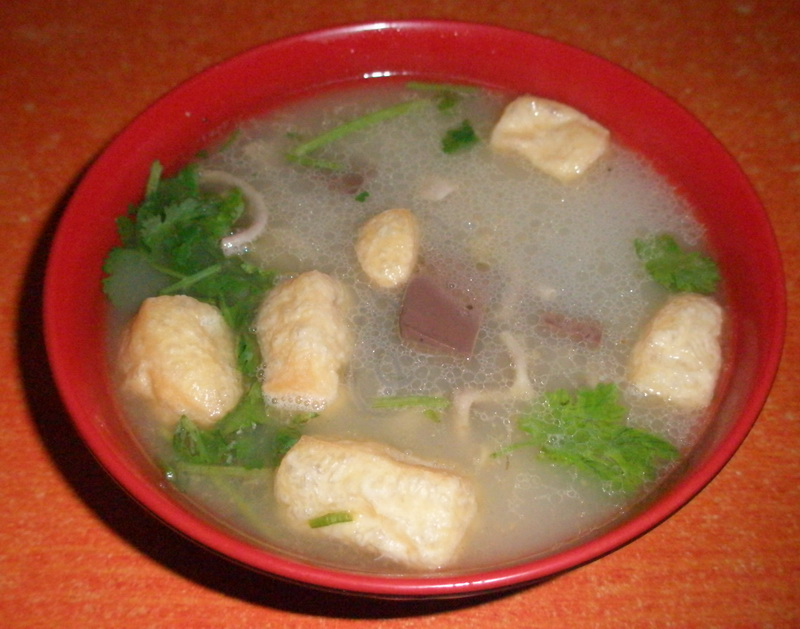

鸭血粉丝汤又稱老鴨粉絲湯，是南京的一种小吃。主料是切成小块的鸭血、鴨肝、鴨腸，配以油豆腐和粉丝，以熬制的鲜鸭汤为汤底。

## 做法
先煮高汤，在高汤内同时煮熟鸭血和油豆腐。配料放入碗中，粉丝放在专门编制的漏勺内置于正在加热的高汤内煮熟。当粉丝煮至透明，将其捞起出与鸭血、豆腐果及配料放在一起。通常佐以辣椒油和香菜。
鸭血粉丝汤多在店鋪販賣，在夫子庙等小吃店集中的地方也有兼售鸭血粉丝汤的攤販。有些鸭血粉丝汤店铺同时销售汤包、春卷等小吃。

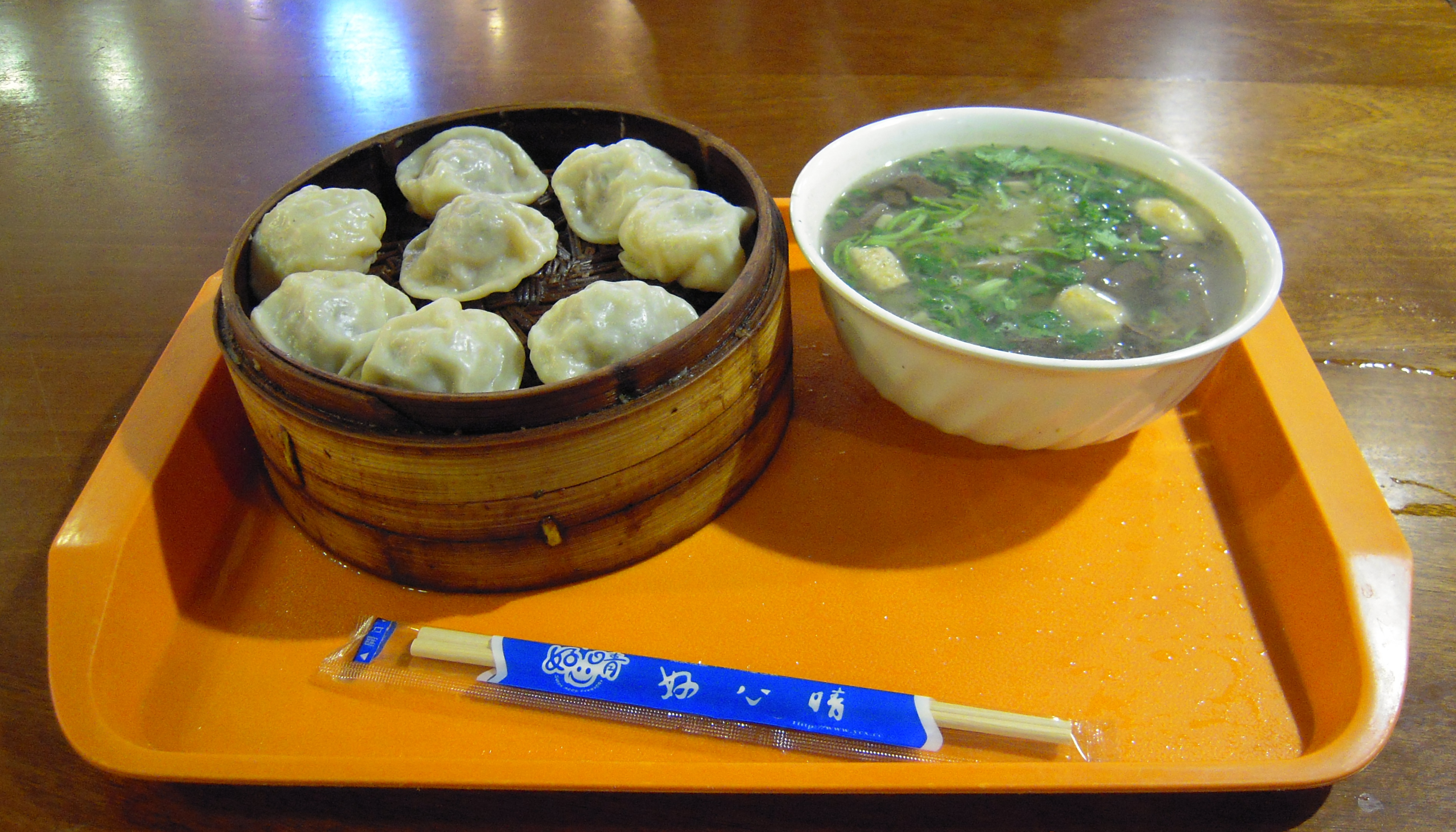
小笼包和鸭血粉丝汤

## 参看
- 南京小吃
- 金陵菜